# Décès en avril 2020
Décès
- 2016
- 2017
- 2018
- 2019
- 2020
- 2021
- 2022
- 2023
- 2024

Pour une information complémentaire, voir la page d'aide.

| Date      | Nom                                           | Activités | Âge     |
| --------- | --------------------------------------------- | --- | ------- |
| 1er avril | Bruce Dawe                                    | Poète australien. | 90      |
| 1er avril | Ricardo Díez-Hochleitner                      | Pédagogue et économiste espagnol.                                                                                           | 91      |
| 1er avril | David C. Driskell                             | Historien de l'art américain.                                                                                               | 88      |
| 1er avril | Bernard Epin                                  | Écrivain, critique littéraire et militant communiste français.                                                              | 83      |
| 1er avril | James Learmonth Gowans                        | Médecin et immunologiste britannique.                                                                                       | 95      |
| 1er avril | Nour Hassan Hussein                           | Homme politique somalien.                                                                                                   | 82      |
| 1er avril | Martin Khor                                   | Économiste malaisien. | 68      |
| 1er avril | Philippe Malaurie                             | Juriste français. | 95      |
| 1er avril | Gérard Mannoni                                | Sculpteur français. | 92      |
| 1er avril | Ellis Marsalis Jr.                            | Pianiste de jazz américain.                                                                                                 | 85      |
| 1er avril | Rüdiger Nehberg                               | Militant des droits de l'homme allemand.                                                                                    | 84      |
| 1er avril | Floris Michael Neusüss                        | Photographe allemand. | 83      |
| 1er avril | Bucky Pizzarelli                              | Guitariste de jazz américain.                                                                                               | 94      |
| 1er avril | Dieter Reith                                  | Musicien et compositeur de jazz allemand.                                                                                   | 84      |
| 1er avril | Adam Schlesinger                              | Musicien et compositeur américain.                                                                                          | 52      |
| 1er avril | Amerigo Severini                              | Coureur cycliste italien.                                                                                                   | 88      |
| 1er avril | Dora Werzberg                                 | Résistante, infirmière, assistante sociale française.                                                                       | 99      |
| 2 avril   | Robert Beck                                   | Pentathlète américain, double médaillé de bronze aux Jeux olympiques d'été de 1960.                                         | 83      |
| 2 avril   | Goyo Benito                                   | Footballeur espagnol. | 73      |
| 2 avril   | Mario Chaldú                                  | Footballeur argentin. | 77      |
| 2 avril   | Oskar Fischer                                 | Homme politique est-allemand puis allemand.                                                                                 | 97      |
| 2 avril   | William Frankland                             | Immunologiste britannique.                                                                                                  | 108     |
| 2 avril   | Juan Giménez                                  | Auteur de bande dessinée argentin.                                                                                          | 76      |
| 2 avril   | Astrid Heiberg                                | Femme politique norvégienne.                                                                                                | 83      |
| 2 avril   | Frank Johnson                                 | Auteur de bande dessinée américain.                                                                                         | 88      |
| 2 avril   | Sergio Rossi                                  | Entrepreneur Italien. | 85      |
| 2 avril   | Arnold Sowinski                               | Footballeur français. | 89      |
| 2 avril   | Arthur Whistler                               | Ethnobotaniste américain.                                                                                                   | 75      |
| 2 avril   | Jacques Yankel                                | Sculpteur et lithographe français .                                                                                         | 99      |
| 2 avril   | François de Gaulle                            | Prêtre catholique et missionnaire français.                                                                                 | 98      |
| 3 avril   | Robert Armstrong                              | Homme politique britannique.                                                                                                | 93      |
| 3 avril   | Yūtokutaishi Akiyama                          | Photographe et graveur japonais.                                                                                            | 85      |
| 3 avril   | Karel Beyers                                  | Footballeur international belge.                                                                                            | 77      |
| 3 avril   | Helin Bölek                                   | Chanteuse turque. | 28      |
| 3 avril   | Henri Ecochard                                | Personnalité des Forces françaises libres.                                                                                  | 96      |
| 3 avril   | Ira Einhorn                                   | Écologiste et militant pour la paix américain.                                                                              | 79      |
| 3 avril   | Alain Gauthier                                | Artiste peintre, affichiste et illustrateur français.                                                                       | 88      |
| 3 avril   | Bob Glanzer                                   | Homme politique américain.                                                                                                  | 74      |
| 3 avril   | Francisco Hernando                            | Homme d'affaires espagnol.                                                                                                  | 74      |
| 3 avril   | Marguerite Lescop                             | Autrice, conférencière et éditrice québécoise.                                                                              | 104     |
| 3 avril   | Hans Meyer                                    | Acteur sud-africain. | 94      |
| 3 avril   | Marcelle Ranson-Hervé                         | Actrice française. | 90      |
| 3 avril   | Eric Verdonk                                  | Rameur néo-zélandais, médaillé de bronze aux Jeux olympiques d'été de 1988.                                                 | 60      |
| 3 avril   | Constand Viljoen                              | Militaire et homme politique sud-africain.                                                                                  | 86      |
| 3 avril   | Frida Wattenberg                              | Résistante française. | 95      |
| 4 avril   | Luis Eduardo Aute                             | Artiste espagnol. | 76      |
| 4 avril   | Jay Benedict                                  | Acteur américain. | 68      |
| 4 avril   | Philippe Bodson                               | Homme politique belge. | 75      |
| 4 avril   | Timothy Brown                                 | Joueur de foot U.S. puis acteur américain.                                                                                  | 82      |
| 4 avril   | Rafael Leonardo Callejas                      | Homme d'État hondurien, président de la République de 1990 à 1994.                                                          | 76      |
| 4 avril   | Tom Dempsey                                   | Joueur américain de football américain.                                                                                     | 73      |
| 4 avril   | Xavier Dor                                    | Embryologiste et militant anti-avortement français                                                                          | 91      |
| 4 avril   | Patrick Francfort                             | Musicien français, membre du groupe de disco Gibson Brothers.                                                               | 63      |
| 4 avril   | Leïla Menchari                                | Décoratrice, créatrice et féministe tunisienne.                                                                             | 90      |
| 4 avril   | Marcel Moreau                                 | Écrivain belge. | 86      |
| 4 avril   | Doug Morgan                                   | Joueur de rugby à XV anglais.                                                                                               | 73      |
| 4 avril   | Pertti Paasio                                 | Homme politique finlandais.                                                                                                 | 81      |
| 4 avril   | Pingru Rao                                    | Écrivain chinois. | 98      |
| 4 avril   | Julio Silva                                   | Peintre et sculpteur franco-argentin.                                                                                       | 90      |
| 4 avril   | Agop Terzan                                   | Astronome franco-turc. | 92      |
| 4 avril   | Ezio Vendrame                                 | Footballeur et écrivain italien.                                                                                            | 72      |
| 4 avril   | Michel Wiblé                                  | Compositeur et pédagogue suisse.                                                                                            | 97      |
| 5 avril   | Michel Andrault                               | Architecte français. | 93      |
| 5 avril   | Honor Blackman                                | Actrice britannique. | 94      |
| 5 avril   | Margaret Burbidge                             | Astrophysicienne britannique.                                                                                               | 100     |
| 5 avril   | André Cristol                                 | Footballeur puis entraîneur français.                                                                                       | 77      |
| 5 avril   | Shirley Douglas                               | Actrice canadienne. | 86      |
| 5 avril   | Lee Fierro                                    | Actrice américaine. | 91      |
| 5 avril   | Mahmoud Jibril                                | Homme d'État libyen. | 67      |
| 5 avril   | Pentti Linkola                                | Écrivain finlandais. | 87      |
| 5 avril   | John Lucas                                    | Philosophe britannique. | 90      |
| 5 avril   | George Ogilvie                                | Réalisateur et acteur australien.                                                                                           | 89      |
| 5 avril   | Michel Parisse                                | Historien médiéviste français.                                                                                              | 83      |
| 6 avril   | Radomir Antić                                 | Footballeur puis entraîneur yougoslave puis serbe.                                                                          | 71      |
| 6 avril   | Helène Aylon                                  | Artiste multimédia et écoféministe américaine.                                                                              | 89      |
| 6 avril   | Claude Barthélemy                             | Footballeur international puis entraîneur haïtien.                                                                          | 74      |
| 6 avril   | Josep Maria Benet i Jornet                    | Dramaturge réaliste espagnol.                                                                                               | 79      |
| 6 avril   | Marcel Boillat                                | Homme politique suisse. | 90      |
| 6 avril   | Marc Chardonnens                              | Haut-fonctionnaire suisse.                                                                                                  | 60      |
| 6 avril   | Alfonso Cortina                               | Ingénieur industriel et entrepreneur espagnol.                                                                              | 76      |
| 6 avril   | James Drury                                   | Acteur américain. | 85      |
| 6 avril   | Armando Francioli                             | Acteur italien. | 100     |
| 6 avril   | Al Kaline                                     | Joueur de baseball américain.                                                                                               | 85      |
| 6 avril   | Jacques Le Brun                               | Historien des religions français.                                                                                           | 88      |
| 6 avril   | Claude Le Pen                                 | Économiste français. | 72      |
| 6 avril   | Lucien Schmitthäusler                         | Écrivain français. | 85      |
| 6 avril   | Fred Singer                                   | Physicien américain. | 95      |
| 6 avril   | Mark Steiner                                  | Philosophe israélien. | 77      |
| 7 avril   | Christian Bonnet                              | Homme politique français.                                                                                                   | 98      |
| 7 avril   | Roger Chappot                                 | Joueur de hockey sur glace suisse.                                                                                          | 79      |
| 7 avril   | Guy Chaty                                     | Écrivain, poète et chercheur français.                                                                                      | 85      |
| 7 avril   | Robert Chaudenson                             | Linguiste français. | 82      |
| 7 avril   | Jean-Laurent Cochet                           | Metteur en scène, professeur d'art dramatique et comédien français.                                                         | 85      |
| 7 avril   | Robert Cordier                                | Metteur en scène, cinéaste, acteur, poète, écrivain, dramaturge, scénariste, traducteur et pédagogue belge.                 | 86      |
| 7 avril   | Peter Cory                                    | Avocat et juge canadien. | 94      |
| 7 avril   | Claire Deluca                                 | Actrice française. | 86      |
| 7 avril   | Fariborz Esmaeili                             | Footballeur international iranien.                                                                                          | 79      |
| 7 avril   | Jacques Frémontier                            | Journaliste et historien français.                                                                                          | 89      |
| 7 avril   | Allen Garfield                                | Acteur américain. | 80      |
| 7 avril   | Henry Graff                                   | Historien américain. | 98      |
| 7 avril   | John Prine                                    | Auteur-compositeur-interprète américain.                                                                                    | 73      |
| 7 avril   | Donato Sabia                                  | Athlète de demi-fond italien.                                                                                               | 56      |
| 7 avril   | Ghyslain Tremblay                             | Acteur canadien. | 68      |
| 7 avril   | Hal Willner                                   | Producteur de musique et compositeur américain.                                                                             | 64      |
| 8 avril   | L. Carl Brown                                 | Historien américain. | 91      |
| 8 avril   | Robert L. Carroll                             | Paléontologue américano-canadien.                                                                                           | 81      |
| 8 avril   | John Downing                                  | Photojournaliste britannique.                                                                                               | 79      |
| 8 avril   | Madeleine Fischer                             | Actrice suisse. | 84      |
| 8 avril   | Charles Gregorini                             | Coureur cycliste français.                                                                                                  | 91      |
| 8 avril   | Bernard Juskiewicz                            | Homme politique américain.                                                                                                  | 77      |
| 8 avril   | Lars-Eric Lundvall                            | Hockeyeur sur glace suédois, médaillé d'argent aux Jeux olympiques d'hiver de 1964.                                         | 85      |
| 8 avril   | François Luc Macosso                          | Homme politique congolais.                                                                                                  | 81      |
| 8 avril   | Henri Madelin                                 | Prêtre catholique et théologien jésuite français.                                                                           | 83      |
| 8 avril   | Valeriu Muravschi                             | Homme politique soviétique puis moldave.                                                                                    | 70      |
| 8 avril   | David Méresse                                 | Footballeur français. | 89      |
| 8 avril   | Norman I. Platnick                            | Arachnologiste américain.                                                                                                   | 68      |
| 8 avril   | Robert Poujade                                | Homme politique français.                                                                                                   | 91      |
| 8 avril   | Larry Sherman                                 | Homme d'affaires américain.                                                                                                 | [ 118 ] |
| 8 avril   | Pat Stapleton                                 | Joueur canadien de hockey sur glace.                                                                                        | 79      |
| 8 avril   | Linda Tripp                                   | Lanceuse d'alerte américaine.                                                                                               | 70      |
| 9 avril   | Tullio Abbate                                 | Pilote de course motonautique italien.                                                                                      | 75      |
| 9 avril   | Reggie Bagala                                 | Homme politique américain.                                                                                                  | 54      |
| 9 avril   | Jocelyn Barrow                                | Éducatrice et femme politique britannique.                                                                                  | 90      |
| 9 avril   | Daniel Bernard                                | Footballeur français. | 70      |
| 9 avril   | Henry Bogdan                                  | Historien français. | 84      |
| 9 avril   | Tom Bruce                                     | Nageur américain, champion olympique et médaillé d'argent aux Jeux olympiques d'été de 1972.                                | 67      |
| 9 avril   | Jacques Calvet                                | Homme d'affaires français.                                                                                                  | 88      |
| 9 avril   | Dora Diamant                                  | Artiste, photographe et actrice française.                                                                                  | 33      |
| 9 avril   | Lucie Dolène                                  | Actrice et chanteuse française.                                                                                             | 88      |
| 9 avril   | Mort Drucker                                  | Dessinateur et caricaturiste américain.                                                                                     | 91      |
| 9 avril   | Marc Engels                                   | Ingénieur du son belge. | 54      |
| 9 avril   | Mark Golden                                   | Historien canadien. | 71      |
| 9 avril   | Liliane Marchais                              | Syndicaliste français. | 84      |
| 9 avril   | Elizabeth de la Porte                         | Claveciniste britannique.                                                                                                   | 78      |
| 9 avril   | Dmitri Smirnov                                | Compositeur russo-britannique.                                                                                              | 71      |
| 9 avril   | Jean-Pierre St-Louis                          | Cadreur et directeur de la photographie québécois.                                                                          | 68      |
| 10 avril  | Bruce Baillie                                 | Cinéaste expérimental américain.                                                                                            | 88      |
| 10 avril  | Julio Blanco Alfonso                          | Footballeur cubain. | 82      |
| 10 avril  | Antonio Carro                                 | Homme politique espagnol.                                                                                                   | 96      |
| 10 avril  | Rifat Chadirji                                | Architecte, photographe, auteur et activiste irakien.                                                                       | 93      |
| 10 avril  | Claudine Coppin                               | Chanteuse française. | 75      |
| 10 avril  | Michel Lelong                                 | Prêtre catholique français, spécialiste du dialogue islamo-chrétien.                                                        | 95      |
| 10 avril  | Jymie Merritt                                 | Contrebassiste de jazz américain.                                                                                           | 93      |
| 10 avril  | Enrique Múgica                                | Homme d'État espagnol. | 88      |
| 10 avril  | Nobuhiko Ōbayashi                             | Réalisateur et scénariste japonais.                                                                                         | 82      |
| 10 avril  | Marcel Rainaud                                | Homme politique français.                                                                                                   | 80      |
| 10 avril  | Pete Retzlaff                                 | Joueur américain de football américain.                                                                                     | 88      |
| 10 avril  | Francis Reusser                               | Photographe et réalisateur suisse.                                                                                          | 77      |
| 10 avril  | Carlo Sabatini                                | Acteur italien. | 88      |
| 10 avril  | Thomas Webster                                | Joueur puis entraîneur canadien de hockey sur glace.                                                                        | 71      |
| 11 avril  | Amanda Baggs                                  | Blogueuse américaine. | 39      |
| 11 avril  | Colby Cave                                    | Joueur de hockey sur glace canadien.                                                                                        | 25      |
| 11 avril  | Hélène Châtelain                              | Réalisatrice, scénariste, comédienne, écrivaine et traductrice française.                                                   | 84      |
| 11 avril  | Justus Dahinden                               | Architecte suisse. | 94      |
| 11 avril  | John Horton Conway                            | Mathématicien britannique.                                                                                                  | 82      |
| 11 avril  | Edem Kodjo                                    | Homme politique togolais.                                                                                                   | 81      |
| 11 avril  | Liu Dehai                                     | Joueur de pipa chinois. | 82      |
| 11 avril  | Francis Leonard Tombs                         | Homme politique britannique.                                                                                                | 95      |
| 12 avril  | Eliahou Bakshi-Doron                          | Rabbin israélien. | 78      |
| 12 avril  | Maurice Barrier                               | Acteur et comédien français.                                                                                                | 87      |
| 12 avril  | Claude Beauchamp                              | Journaliste, homme d'affaires et politique canadien.                                                                        | 80      |
| 12 avril  | Kishen Bholasing                              | Chanteur et percussionniste surinamais et néerlandais.                                                                      | 35      |
| 12 avril  | Peter Bonetti                                 | Footballeur britannique. | 78      |
| 12 avril  | Daniel Camiade                                | Joueur de rugby à XV et de rugby à XIII français.                                                                           | 80      |
| 12 avril  | Jacques De Decker                             | Écrivain, journaliste et traducteur belge.                                                                                  | 74      |
| 12 avril  | Lucio Del Pezzo                               | Artiste, sculpteur et peintre italien.                                                                                      | 86      |
| 12 avril  | Victor Batista Falla                          | Éditeur et mécène cubain, oncle de la grande-duchesse Marie-Thérèse de Luxembourg.                                          | 87      |
| 12 avril  | Jim Frey                                      | Dirigeant américain de baseball.                                                                                            | 88      |
| 12 avril  | Keiji Fujiwara                                | Acteur japonais. | 55      |
| 12 avril  | Sascha Hupmann                                | Basketteur allemand. | 49      |
| 12 avril  | Tarvaris Jackson                              | Joueur américain de football américain.                                                                                     | 36      |
| 12 avril  | André Manaranche                              | Prêtre catholique et théologien jésuite français.                                                                           | 93      |
| 12 avril  | Jacques Maury                                 | Pasteur français. | 99      |
| 12 avril  | Charles Miossec                               | Homme politique français.                                                                                                   | 81      |
| 12 avril  | Stirling Moss                                 | Pilote automobile de F1 britannique.                                                                                        | 90      |
| 12 avril  | Doug Sanders                                  | Golfeur américain. | 86      |
| 12 avril  | Samuel Wembé                                  | Homme d'affaires camerounais.                                                                                               | 73      |
| 13 avril  | Jacques Blamont                               | Astrophysicien français. | 93      |
| 13 avril  | Alain Duret                                   | Écrivain. | 84      |
| 13 avril  | David Giralt                                  | Athlète de sauts cubain. | 60      |
| 13 avril  | Jerry Givens                                  | Bourreau américain. | 67      |
| 13 avril  | Jerzy Główczewski                             | Militaire et architecte polonais.                                                                                           | 97      |
| 13 avril  | Glenna Goodacre                               | Sculptrice américaine. | 80      |
| 13 avril  | Ryō Kawasaki                                  | Guitariste et compositeur de jazz japonais.                                                                                 | 73      |
| 13 avril  | Shay Keogh                                    | Footballeur international puis entraîneur irlandais.                                                                        | 85      |
| 13 avril  | Thomas H. Kunz                                | Mammalogiste américain. | 82      |
| 13 avril  | Landelino Lavilla                             | Homme politique et juriste espagnol.                                                                                        | 85      |
| 13 avril  | Philippe Lécrivain                            | Prêtre catholique et historien français.                                                                                    | 78      |
| 13 avril  | Sarah Maldoror                                | Réalisatrice française. | 90      |
| 13 avril  | Patricia Millardet                            | Actrice française. | 63      |
| 13 avril  | Joel M. Reed                                  | Réalisateur américain. | 86      |
| 13 avril  | Bernard Stalter                               | Entrepreneur et homme politique français.                                                                                   | 63      |
| 13 avril  | Pierre Ébert                                  | Acteur et scénariste canadien.                                                                                              | 81      |
| 14 avril  | Jean-Pierre Alaux                             | Peintre, graveur et sculpteur français.                                                                                     | 94      |
| 14 avril  | Nate Brooks                                   | Boxeur américain, champion aux Jeux olympiques d'été de 1952.                                                               | 86      |
| 14 avril  | Mario Donatone                                | Acteur italien. | 86      |
| 14 avril  | Akin Euba                                     | Compositeur, musicologue et pianiste nigérian.                                                                              | 84      |
| 14 avril  | John Forester                                 | Ingénieur industriel américain .                                                                                            | 90      |
| 14 avril  | Alfonso Marquez                               | Joueur puis entraîneur philippin de basket-ball.                                                                            | 82      |
| 14 avril  | Kerstin Meyer                                 | Cantatrice mezzo-soprano suédoise.                                                                                          | 92      |
| 14 avril  | Ignacio Pichardo Pagaza                       | Avocat et homme politique mexicain.                                                                                         | 84      |
| 14 avril  | Markus Raetz                                  | Peintre, graveur, sculpteur et photographe suisse.                                                                          | 78      |
| 15 avril  | Rosemonde Ahou de Saintange                   | Écrivaine franco-ivoirienne.                                                                                                | 85      |
| 15 avril  | John Briggs                                   | Homme politique américain.                                                                                                  | 90      |
| 15 avril  | Joe Brown                                     | Alpiniste britannique. | 89      |
| 15 avril  | Augusto Itúrburu Carabajo                     | Journaliste et maître de conférences équatorien.                                                                            | ?       |
| 15 avril  | Allen Daviau                                  | Directeur de la photographie américain.                                                                                     | 77      |
| 15 avril  | Willie Davis                                  | Joueur américain de football américain.                                                                                     | 85      |
| 15 avril  | Bernard Deconinck                             | Cycliste sur piste français.                                                                                                | 83      |
| 15 avril  | Brian Dennehy                                 | Acteur américain. | 81      |
| 15 avril  | Rubem Fonseca                                 | Écrivain et scénariste brésilien.                                                                                           | 94      |
| 15 avril  | Dámaso García                                 | Joueur américain de baseball.                                                                                               | 63      |
| 15 avril  | Paul Haddad                                   | Acteur britannique. | 56      |
| 15 avril  | Gérard Mulumba Kalemba                        | Prélat catholique congolais.                                                                                                | 82      |
| 15 avril  | Lee Konitz                                    | Saxophoniste de jazz américain.                                                                                             | 92      |
| 15 avril  | Bruce Myers                                   | Acteur et metteur en scène britannique.                                                                                     | 78      |
| 16 avril  | Rafiq Aliyev                                  | Acteur soviétique puis azerbaïdjanais.                                                                                      | 70      |
| 16 avril  | Christophe                                    | Chanteur français. | 74      |
| 16 avril  | Francesco Di Carlo                            | Trafiquant de drogue, repenti et criminel italien.                                                                          | 79      |
| 16 avril  | Gene Deitch                                   | Réalisateur, animateur, acteur, scénariste et producteur de cinéma américain.                                               | 95      |
| 16 avril  | Andrew J. Fenady                              | Scénariste et producteur américain.                                                                                         | 91      |
| 16 avril  | Luiz Alfredo Garcia-Roza                      | Écrivain brésilien. | 84      |
| 16 avril  | Kenneth Gilbert                               | Claveciniste, organiste et pédagogue canadien.                                                                              | 88      |
| 16 avril  | Danièle Hoffman-Rispal                        | Femme politique française.                                                                                                  | 68      |
| 16 avril  | Jane Dee Hull                                 | Femme politique américaine.                                                                                                 | 84      |
| 16 avril  | Éric Lambert                                  | Footballeur puis entraîneur belge.                                                                                          | 84      |
| 16 avril  | Santiago Lanzuela                             | Homme politique espagnol.                                                                                                   | 71      |
| 16 avril  | Jean-Marie Luton                              | Ingénieur et scientifique français .                                                                                        | 77      |
| 16 avril  | Luis Sepúlveda                                | Écrivain chilien. | 70      |
| 16 avril  | Jack Wallace                                  | Acteur américain. | 86      |
| 17 avril  | Deirdre Bair                                  | Écrivaine et biographe américaine.                                                                                          | 84      |
| 17 avril  | Jean-François Bazin                           | Journaliste, homme politique et écrivain français.                                                                          | 77      |
| 17 avril  | Carlos Contreras                              | Footballeur chilien. | 81      |
| 17 avril  | Georges Cukierman                             | Résistant français. | 93      |
| 17 avril  | Sergio Fantoni                                | Acteur et metteur en scène italien.                                                                                         | 89      |
| 17 avril  | Gilbert Garcin                                | Photographe français. | 90      |
| 17 avril  | Henry Grimes                                  | Contrebassiste américain.                                                                                                   | 84      |
| 17 avril  | Norman Hunter                                 | Footballeur anglais. | 76      |
| 17 avril  | Iris Love                                     | Archéologue américaine. | 86      |
| 17 avril  | Hezekiah Oshutapik                            | Homme politique canadien.                                                                                                   | 63      |
| 17 avril  | Raymond Van Gestel                            | Footballeur belge. | 90      |
| 17 avril  | Bobby Winkles                                 | Entraîneur américain de baseball.                                                                                           | 90      |
| 18 avril  | Amparo Dávila                                 | Femme de lettres mexicaine.                                                                                                 | 92      |
| 18 avril  | Sue Davies                                    | Galeriste britannique. | 87      |
| 18 avril  | Loïc Hennekinne                               | Haut fonctionnaire français.                                                                                                | 79      |
| 18 avril  | Bob Lazier                                    | Pilote automobile américain.                                                                                                | 81      |
| 18 avril  | Paul O'Neill                                  | Homme politique américain.                                                                                                  | 84      |
| 18 avril  | Jacques Rosny                                 | Acteur français. | 81      |
| 18 avril  | André Roumieux                                | Infirmier psychiatrique français.                                                                                           | 87      |
| 18 avril  | Claude Silberzahn                             | Haut fonctionnaire français.                                                                                                | 85      |
| 18 avril  | Lucien Szpiro                                 | Mathématicien français. | 78      |
| 18 avril  | Albert Côté                                   | Ingénieur forestier et homme politique canadien.                                                                            | 93      |
| 19 avril  | Duane Ackerson                                | Poète, nouvelliste, romancier de fantasy et de science-fiction américain.                                                   | 77      |
| 19 avril  | Omar Aliane                                   | Boxeur algérien. | 78/79   |
| 19 avril  | Edmond Baraffe                                | Entraîneur français de football.                                                                                            | 77      |
| 19 avril  | Peter Beard                                   | Photographe américain. | 82      |
| 19 avril  | Cecil Bødker                                  | Écrivaine danoise. | 93      |
| 19 avril  | Aileen Carroll                                | Femme politique canadienne.                                                                                                 | 75      |
| 19 avril  | Steve Dalkowski                               | Joueur de baseball américain.                                                                                               | 80      |
| 19 avril  | Peter Dronke                                  | Latiniste, médiéviste, philologue et professeur d'université britannique.                                                   | 85      |
| 19 avril  | Índio                                         | Footballeur brésilien. | 89      |
| 19 avril  | Sergio Onofre Jarpa                           | Homme politique chilien. | 99      |
| 19 avril  | Claude Lafortune                              | Animateur de télévision canadien.                                                                                           | 83      |
| 19 avril  | Harry Müller                                  | Sculpteur allemand. | 89      |
| 19 avril  | Philippe Nahon                                | Acteur français. | 81      |
| 19 avril  | Margit Otto-Crépin                            | Cavalière de dressage franco-germanique, médaillée d'argent aux Jeux olympiques d'été de 1988.                              | 75      |
| 19 avril  | Delphine Serina                               | Actrice française. | 49      |
| 20 avril  | Heherson Alvarez                              | Homme politique philippin.                                                                                                  | 80      |
| 20 avril  | Libero Cecchini                               | Architecte italien. | 100     |
| 20 avril  | Mike Curtis                                   | Joueur de foot U.S. américain.                                                                                              | 77      |
| 20 avril  | Kaddour Darsouni                              | Chanteur de malouf de Constantine algérien.                                                                                 | 93      |
| 20 avril  | Noureddine Diwa                               | Footballeur puis entraîneur tunisien.                                                                                       | 83      |
| 20 avril  | Claude Evrard                                 | Acteur français. | 86      |
| 20 avril  | Marie Rose Guiraud                            | Chorégraphe et danseuse ivoirienne.                                                                                         | 75      |
| 20 avril  | Krystyna Łybacka                              | Femme politique polonaise.                                                                                                  | 74      |
| 20 avril  | Gérard Piouffre                               | Journaliste, écrivain et historien français.                                                                                | 74      |
| 20 avril  | Gabriel Retes                                 | Acteur, réalisateur, scénariste et producteur mexicain.                                                                     | 73      |
| 20 avril  | Jiří Toman                                    | Juriste tchéco-suisse. | 81      |
| 20 avril  | Arsen Yegiazarian                             | Joueurs d'échecs et entraîneur soviétique puis arménien.                                                                    | 49      |
| 21 avril  | Belco Bah                                     | Homme politique malien. | 61/62   |
| 21 avril  | Koos van den Berg                             | Homme politique néerlandais.                                                                                                | 77      |
| 21 avril  | Marcel Le Roy                                 | Résistant français. | 100     |
| 21 avril  | Alexis Ndouna                                 | Homme d’affaires et criminel gabonais.                                                                                      | 47      |
| 21 avril  | Jacques Pellen                                | Guitariste et compositeur français.                                                                                         | 63      |
| 21 avril  | Laisenia Qarase                               | Homme politique fidjien. | 79      |
| 21 avril  | Abdel Rahim al-Kib                            | Homme d'État libyen. | 70      |
| 21 avril  | Florian Schneider                             | Chanteur et musicien allemand, fondateur du groupe Kraftwerk.                                                               | 73      |
| 22 avril  | Cyril Arnstam                                 | Peintre et illustrateur français.                                                                                           | 101     |
| 22 avril  | Samantha Fox                                  | Actrice pornographique américaine.                                                                                          | 69      |
| 22 avril  | Hartwig Gauder                                | Athlète de marche est-allemand puis allemand, champion et médaillé de bronze olympique (1980, 1988).                        | 65      |
| 22 avril  | Louis Haché                                   | Écrivain canadien. | 95      |
| 22 avril  | Shirley Knight                                | Actrice américaine. | 83      |
| 22 avril  | Catherine Paysan                              | Écrivaine française. | 93      |
| 23 avril  | Bruce Allpress                                | Acteur néo-zélandais. | 89      |
| 23 avril  | Jean-Michel Beau                              | Lieutenant-colonel de gendarmerie français.                                                                                 | 76      |
| 23 avril  | James M. Beggs                                | Diplomate et homme d'affaires américain.                                                                                    | 94      |
| 23 avril  | Daniel Bellec                                 | Peintre français. | 68      |
| 23 avril  | Norbert Blüm                                  | Homme politique allemand.                                                                                                   | 84      |
| 23 avril  | Fred the Godson                               | Dj et rappeur américain. | 41      |
| 23 avril  | Jacques Kazadi                                | Économiste, professeur et homme politique congolais.                                                                        | 83      |
| 23 avril  | Janusz Symonides                              | Juriste polonais. | 82      |
| 23 avril  | Lloyd deMause                                 | Psychohistorien américain.                                                                                                  | 88      |
| 24 avril  | Ibrahim Amini                                 | Faqîh chiite duodécimain et homme politique iranien.                                                                        | 94      |
| 24 avril  | Michel Biot                                   | Peintre abstrait français.                                                                                                  | 83      |
| 24 avril  | Hamilton Bohannon                             | Musicien américain. | 78      |
| 24 avril  | Kade Diawara                                  | Chanteuse guinéenne. | 79/80   |
| 24 avril  | Erwan Evenou                                  | Écrivain français de langue bretonne.                                                                                       | 80      |
| 24 avril  | Roland Haché                                  | Homme politique canadien.                                                                                                   | 72      |
| 24 avril  | Namio Harukawa                                | Artiste japonais. | 72      |
| 24 avril  | Mike Huckaby                                  | DJ et producteur de musique électronique américain.                                                                         | 54      |
| 25 avril  | Douglas Anakin                                | Bobeur et lugeur canadien, champion aux Jeux olympiques d'hiver de 1964.                                                    | 89      |
| 25 avril  | Erin Babcock                                  | Femme politique canadienne.                                                                                                 | 38      |
| 25 avril  | Vytautas Barkauskas                           | Compositeur et pédagogue lituanien.                                                                                         | 89      |
| 25 avril  | Michel Bourgoin                               | Judoka français. | 83      |
| 25 avril  | Per Olov Enquist                              | Écrivain suédois. | 85      |
| 25 avril  | Henri Kichka                                  | Personnalité belge. | 94      |
| 25 avril  | Maurice LeClair                               | Fonctionnaire et universitaire canadien.                                                                                    | 92      |
| 25 avril  | Karin Priester                                | Historienne et politologue allemande.                                                                                       | 78      |
| 25 avril  | Zarina                                        | Peintre et sculptrice indienne.                                                                                             | 83      |
| 26 avril  | James B. Adams                                | Avocat américain. | 93      |
| 26 avril  | Hermann Amann                                 | Peintre graveur et dessinateur allemand.                                                                                    | 85      |
| 26 avril  | Georges-Jean Arnaud                           | Écrivain français. | 91      |
| 26 avril  | Tomás Balcázar                                | Footballeur mexicain. | 88      |
| 26 avril  | Giulietto Chiesa                              | Homme politique italien. | 79      |
| 26 avril  | Marcel Ospel                                  | Homme d'affaires suisse. | 70      |
| 26 avril  | Jean-Claude Pertuzé                           | Graphiste, illustrateur et auteur de bande dessinée français.                                                               | 70      |
| 26 avril  | John Ernest Randall                           | Biologiste américain. | 95      |
| 26 avril  | Carlos Regazzoni                              | Sculpteur et peintre argentin.                                                                                              | 76      |
| 26 avril  | Claudio Risi                                  | Réalisateur italien. | 71      |
| 26 avril  | Henri Weber                                   | Homme politique français.                                                                                                   | 75      |
| 27 avril  | Édith Arnoult-Brill                           | Enseignante et figure de la vie associative française.                                                                      | 70      |
| 27 avril  | Marina Bazanova                               | Handballeuse soviétique puis ukrainienne, médaillée de bronze aux Jeux olympiques d'été de 1988 et d'argent à ceux de 1992. | 57      |
| 27 avril  | Asdrubal Bentes                               | Avocat et homme politique brésilien.                                                                                        | 80      |
| 27 avril  | Yves Corbassière                              | Peintre, graveur, affichiste français.                                                                                      | 94      |
| 27 avril  | Marc Garanger                                 | Photojournaliste français.                                                                                                  | 84      |
| 27 avril  | Lynn Harrell                                  | Violoncelliste américain.                                                                                                   | 76      |
| 27 avril  | Robert Herbin                                 | Footballeur puis entraîneur français.                                                                                       | 81      |
| 27 avril  | Young Jessie                                  | Chanteur de rhythm and blues américain américain.                                                                           | 83      |
| 27 avril  | Mark McNamara                                 | Basketteur américain. | 60      |
| 27 avril  | Sarah Milledge Nelson                         | Archéologue américaine. | 88      |
| 27 avril  | Jeannette Pilou                               | Chanteuse d'opéra Italo-grecque.                                                                                            | 82      |
| 27 avril  | Moussa Seybou Kassey                          | Homme politique nigérien.                                                                                                   | 61      |
| 27 avril  | Dragutin Zelenović                            | Homme politique et universitaire serbe.                                                                                     | 91      |
| 28 avril  | Gertrude Baumstark                            | Joueur d'échecs roumaine puis allemande.                                                                                    | 78      |
| 28 avril  | Louis Cardiet                                 | Footballeur français. | 77      |
| 28 avril  | Pierre Chaubon                                | haut fonctionnaire et homme politique français.                                                                             | 66      |
| 28 avril  | Trevor Cherry                                 | Footballeur britannique. | 72      |
| 28 avril  | Maria Crowby                                  | Femme politique vanuatuaise.                                                                                                | 79      |
| 28 avril  | Wolfgang Decker                               | Historien allemand. | 78      |
| 28 avril  | Jānis Lūsis                                   | Athlète de lancer de javelot finlandais, champion olympique aux Jeux olympiques d'été de 1972.                              | 80      |
| 28 avril  | Robert May                                    | Scientifique américano-britannique.                                                                                         | 84      |
| 28 avril  | Eddy Pieters Graafland                        | Footballeur international néerlandais.                                                                                      | 86      |
| 28 avril  | Michael Robinson                              | Footballeur irlandais. | 61      |
| 29 avril  | Philippe Breton                               | Évêque émérite de Aire et Dax.                                                                                              | 83      |
| 29 avril  | Germano Celant                                | Critique d'art italien. | 80      |
| 29 avril  | Ji Chaozhu                                    | Diplomate chinois. | 90      |
| 29 avril  | Aïssata Cissé                                 | Journaliste malienne. | 74/75   |
| 29 avril  | Denis Goldberg                                | Militant anti-apartheid sud-africain.                                                                                       | 87      |
| 29 avril  | Yahya Hassan                                  | Poète danois. | 24      |
| 29 avril  | Irfan Khan                                    | Acteur indien. | 53      |
| 29 avril  | John Lafia                                    | Réalisateur, scénariste et producteur américain.                                                                            | 63      |
| 29 avril  | Binta Pilote                                  | Pilote Guinéenne. | 72      |
| 29 avril  | Erich Schriever                               | Rameur d'aviron suisse, médaillé d'argent aux Jeux olympiques d'été de 1948.                                                | 95      |
| 29 avril  | Maj Sjöwall                                   | Auteure de romans policiers et traductrice suédoise.                                                                        | 84      |
| 29 avril  | Gerson Victalino                              | Basketteur brésilien. | 60      |
| 29 avril  | Giacomo Dalla Torre del Tempio di Sanguinetto | Grand maître italien de l'ordre souverain de Malte.                                                                         | 75      |
| 30 avril  | Mouzawar Abdallah                             | Homme politique comorien.                                                                                                   | 79      |
| 30 avril  | Tony Allen                                    | Batteur et auteur-compositeur nigérian.                                                                                     | 79      |
| 30 avril  | Óscar Chávez                                  | Chanteur, auteur-compositeur et acteur mexicain.                                                                            | 85      |
| 30 avril  | Tom Hautekiet                                 | Graphiste belge. | 50      |
| 30 avril  | Rishi Kapoor                                  | Réalisateur et acteur indien.                                                                                               | 67      |
| 30 avril  | Sam Lloyd                                     | Acteur, chanteur et musicien américain.                                                                                     | 56      |
| 30 avril  | Jean-Marc Manducher                           | Chef d'entreprise et dirigeant français de rugby à XV.                                                                      | 71      |
| 30 avril  | André Pomarat                                 | Acteur et metteur en scène de théâtre français.                                                                             | 89      |
| 30 avril  | Sylvie Vincent                                | Anthropologue et ethnologue canadienne.                                                                                     | 79      |